# 朱載堉

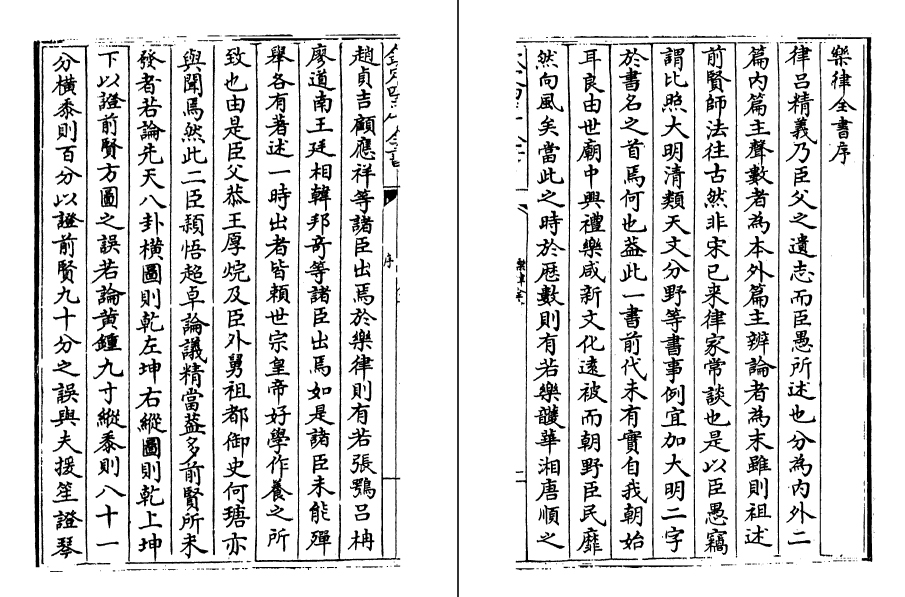
朱載堉著 《乐律全书》

朱載堉（1536年—1611年），字伯勤，號句曲山人、九峰山人。明宗室鄭恭王朱厚烷嫡子，懷慶府河內縣（今河南沁陽）人。為明仁宗第二子鄭靖王朱瞻埈之後，明太祖朱元璋的八世孫。明代樂律學家、音乐家、數學家、樂器制造家、物理学家、天文学家、散曲作家，首創十二平均律。

## 生平
朱载堉为明宗室鄭恭王朱厚烷嫡子，嘉靖二十四年（1545年）十二月二十日，明世宗派遣武靖伯趙國斌等人為正使，翰林院編修高拱等人為副使，持節来到懷慶府冊封朱载堉为郑世子。
正德二年（1507年），鄭康王朱祐枔无嗣而终，加之他并无胞兄弟，按序應以盟津恭懿王朱見濍之子朱祐橏嗣鄭王，但朱見濍因获罪被廢，所以由朱载堉之祖父、東垣端惠王之子朱祐檡袭封鄭王，是為鄭懿王；朱祐檡逝世后，由朱载堉之父朱厚烷袭封郑王。嘉靖二十九年（1550年），朱祐橏要求恢复郡王爵位，又怨朱厚烷不為自己上奏，於是乘明世宗大怒，检举朱厚烷四十條罪行，以叛逆罪為首告發。世宗下詔以駙馬中官聆訊，驸马中官覆報称並無叛逆罪，但有以治宮室名號擬乘輿的罪行。明世宗以朱厚烷不听从自己的勸告，在鄭藩内驕纵無禮，大逆不道为由将其削爵，废為庶人，禁錮于鳳陽府，朱载堉也因此被视为罪人之子。其后，明世宗以朱载堉的堂叔祖庐江王朱祐㭿为郑藩宗理，主管王府事务。但他与朱祐㭿关系不睦，并曾诬告后者行为不法，朱载堉因此被明世宗斥责并遭夺冠带。嘉靖四十一年（1562年），明世宗解除朱祐㭿鄭府宗理的职务，转而立朱載堉之弟德慶王朱載堼为鄭府宗理。
因不平其父親獲罪被關，朱載堉「築土室宮門外，席藁席獨處者十九年」，隆庆元年（1567年）四月，明穆宗恢复其父朱厚烷的王爵，並增歲祿四百石，同时恢复朱载堉的封爵。其妻何氏也因此获封为世子妃。恢复封爵后，朱载堉与父亲朱厚烷皆有疾病，不便于朝祭行禮；两人向朝廷乞求以朱载堉之子朱翊锡主管王府内的日常行仪，经过礼部研议，明神宗最终同意了他们的请求。
萬曆十九年（1591年），其父朱厚烷逝世并获朝廷追赠谥号“恭”，朱载堉作为郑藩王位继承人却不愿继位，并指出先前获罪被废的三伯曾祖父盟津王朱見濍比曾祖父东垣王、追封郑定王朱見𣹟年长，且已经得到追谥，所以朱見濍子孙也不再是罪人，作为郑王家族的长房更有资格继承郑藩王位。明神宗最终同意改由朱見濍的曾孙、朱载堉的族弟朱载壐袭封第六代鄭王，朝廷也为朱載堉及其子朱翊锡终身保留作为郑国世子、世孙的身份及俸禄。
正德十二年（1517年），朱載堉的祖父朱祐檡由东垣王袭封为郑王之后，曾请求分封庶子朱厚炯袭封东垣王以奉祀朱見𣹟，获准。朱厚烷逝世后，礼部指出，郑王改由朱载壐袭封后，朱載堉应该作为东垣王系的大宗袭封东垣王，待东垣王朱翊鎧死后，朱翊鎧之子再改封为其他郡王；但朱載堉享受郑世子待遇，没有降级改封郡王的道理。最后朝廷决定朱翊鎧仍然终身为东垣王，以后再由朱翊锡的儿子袭封东垣王以奉祀朱見𣹟，而朱翊鎧的儿子将被改封其他郡王以奉祀朱厚炯。不过，东垣王之爵位仍然由朱翊鎧的儿子朱常和孙子朱由彬先后袭封，朱由彬死后，才由朱載堉次子镇国将军朱翊钛的儿子朱常洁袭封。

## 著述
朱載堉早年即從外舅祖何瑭學習天文、算術等學問，父亲获罪期間，他潛心鑽研樂律、數學、曆學等。讓出爵位后，他潛心於著作。其著作有《樂律全書》、《律呂正論》、《律呂質疑辨惑》、《嘉量算經》、《律呂精義》、《律曆融通》、《算学新说》、《瑟譜》等。

## 成就

### 音樂

舞步

帗舞

中國傳統音樂中的樂律，是以三分損益法所得出的，这种方法最早记载于《管子·地员篇》，其所得出的十二個音，雖然彼此間五度及四度音的相對關係是正確的，但在八度之中各半音的音高位置則並非是等距的，因此不利於音樂的轉調。
朱載堉在《律呂精義》、《樂律全書》中发明的新法密率（亦即十二平均律），以複雜的數學計算及樂器的實際實驗，在世界上最先算出以比率{\displaystyle {\sqrt[{12}]{2}}}=1.059463094359295264561825，精确到小数点后25位数，將八度音等分為十二律，且實際製造出相應的律管及絃樂器，他最晚在1581年即提出這個概念，比比利時數學家兼軍事工程師西蒙·斯特芬在西方音樂史上提出类似理論還要早，此外斯特芬并未发表其论文，而文中有关比率{\displaystyle {\sqrt[{12}]{2}}}的计算，错误累累，未能算出正确的比率1.059463。直到1638年法国科学家马兰·梅森（Marin Mersenne ）出版《和谐音概论》，方才书中在西方世界第一次出现1.059463 这个数字，在此之前西方无人知道这个数字，因此西方真正掌握十二平均律，并非斯特芬，而是梅森，比朱載堉晚了数十年。
除了在律學上的成就外，他在《樂律全書》中對各種樂器的研究，以及作曲與記錄了許多樂曲，如《瑟譜》，除此之外，在舞蹈上，繪制了大量舞譜及舞圖。《六代小舞譜》、《小舞鄉樂譜》、《二俏綴兆圖》、《靈星小舞譜》，其中不少是記錄了當時流傳於民間的歌舞。

### 曆算及數學
在曆學方面，朱载堉于萬曆九年完成了曆學研究的《律曆融通》一書，之後則寫出了《黃鍾曆》和《聖壽萬年曆》兩部新曆。
在數學方面，朱载堉以《算学新说》中创立归除开平方法，并用81位算盤以珠算進行開方計算，在世界上最先计算出{\displaystyle {\sqrt[{12}]{2}}}=1.059463094359295264561825，精确到小数点后25位数。此外，他研究出了數列等式，並解決了不同進位制的小數換算等問題。
例如朱載堉计算出来的十二平均律为25位数字：
| 律名   | 比率                       |
| ------ | -------------------------- |
| 正黄钟 | 1.000000000000000000000000 |
| 倍應鍾 | 1.059463094359295264561825 |
| 倍無射 | 1.122462048309372981433533 |
| 倍南呂 | 1.189207115002721066717500 |
| 倍夷則 | 1.259921049894873164767211 |
| 倍林鍾 | 1.334839854170034364830832 |
| 倍蕤賓 | 1.414213562373095048801689 |
| 倍仲呂 | 1.498307076876681498799281 |
| 倍姑洗 | 1.587401051968199474751706 |
| 倍夾鍾 | 1.681792830507429086062251 |
| 倍太蔟 | 1.781797436280678609480452 |
| 倍大呂 | 1.887748625363386993283826 |
| 倍黃鐘 | 2.000000000000000000000000 |

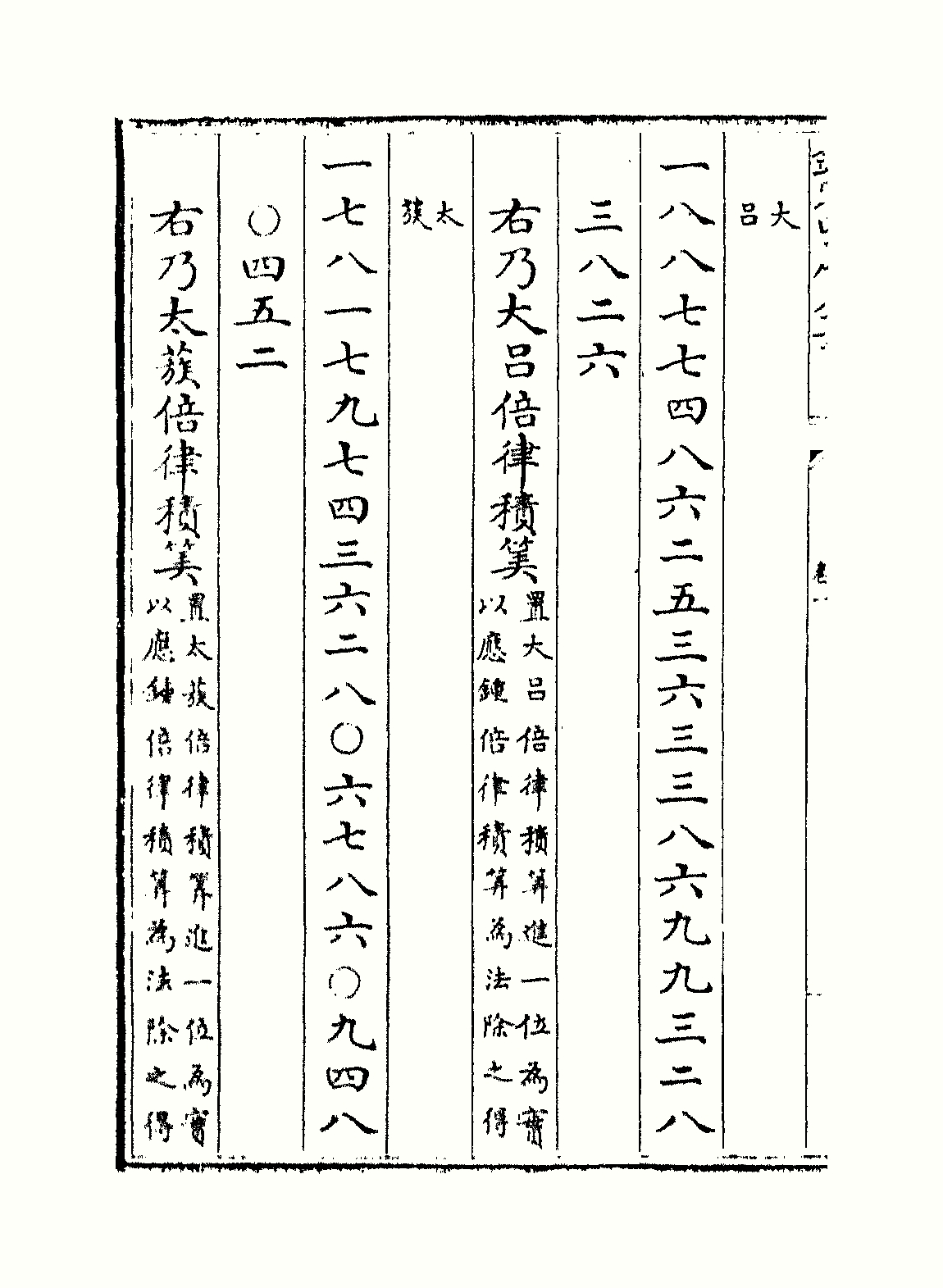
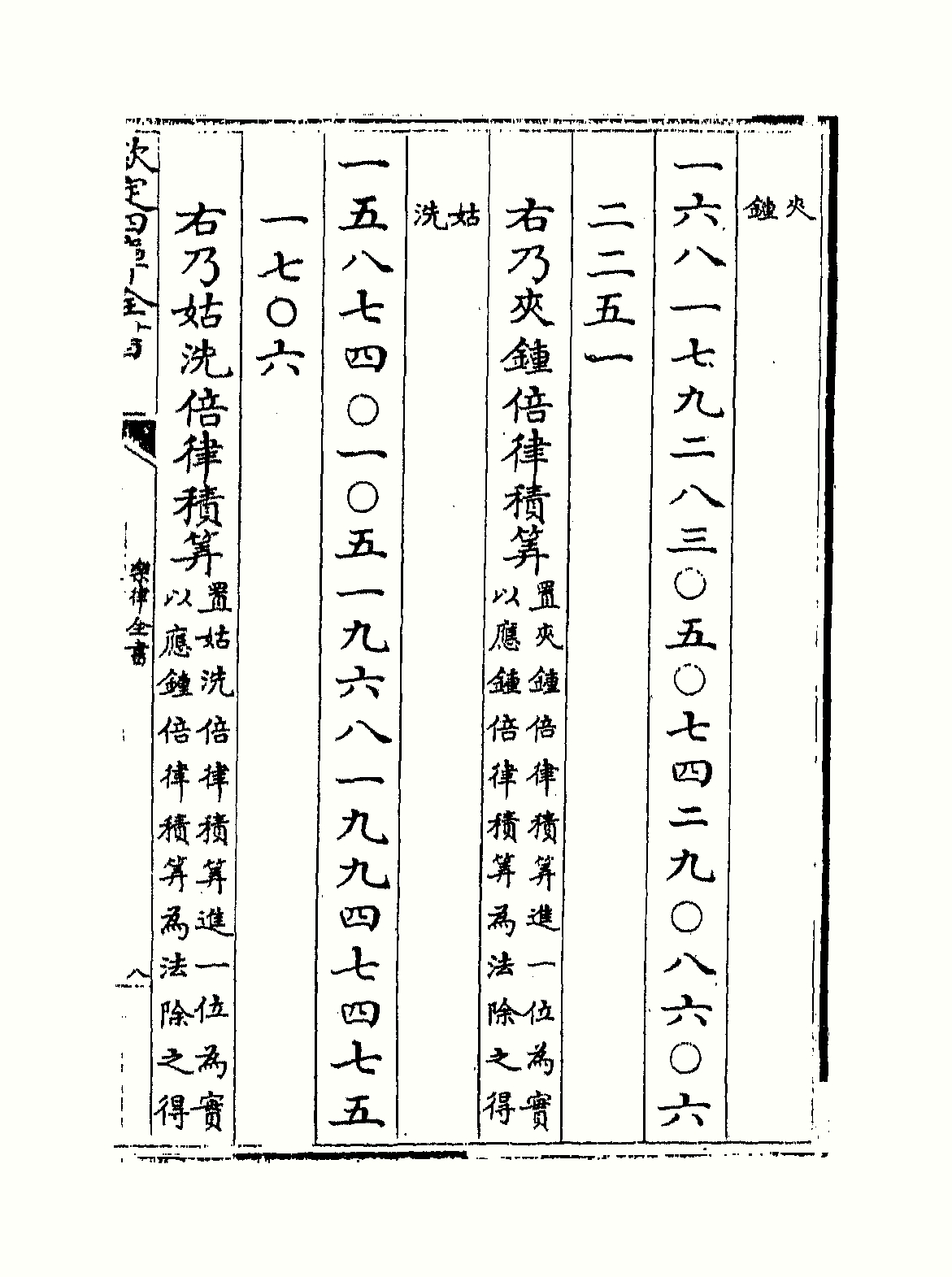
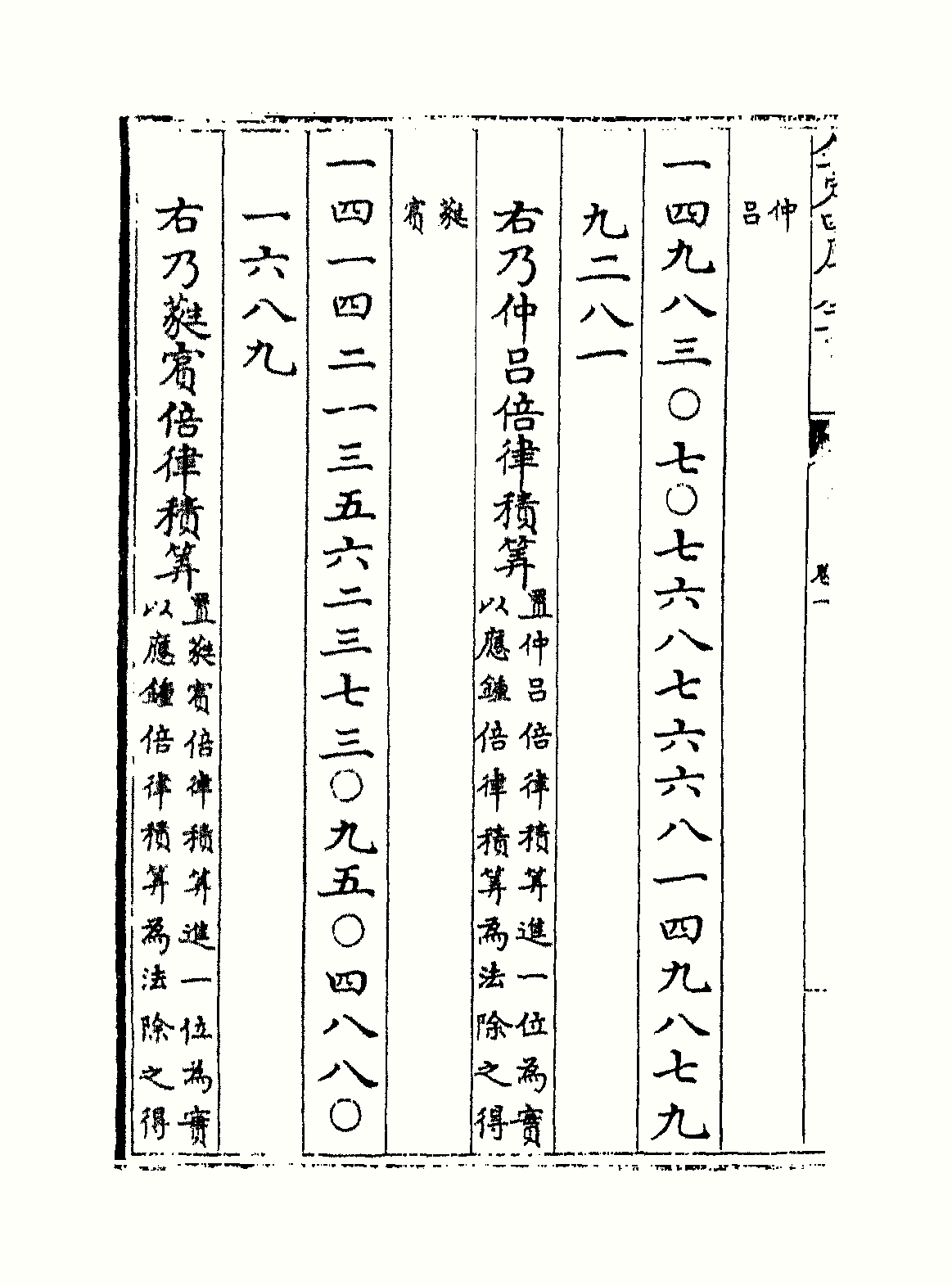
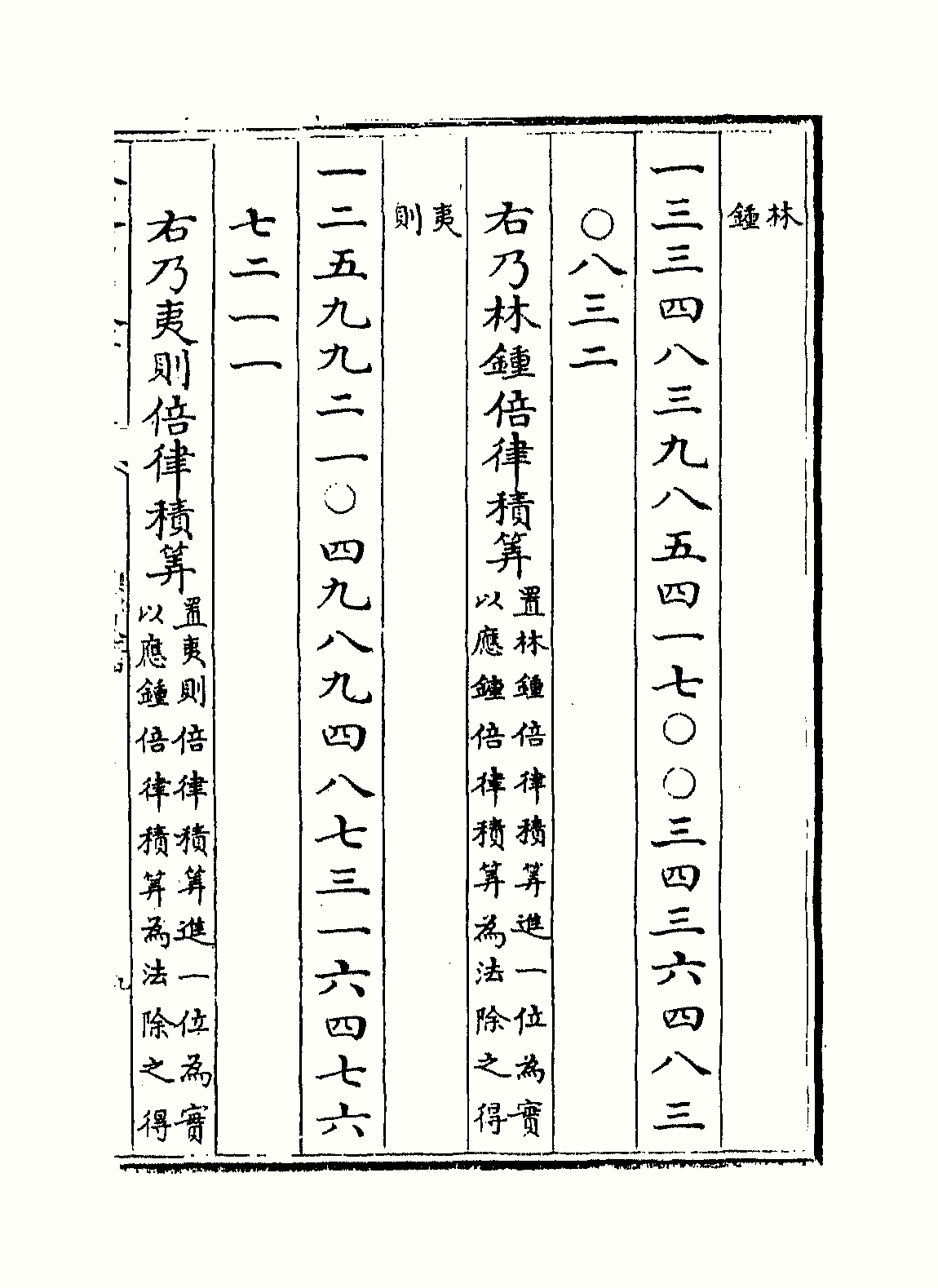
朱載堉新法密率
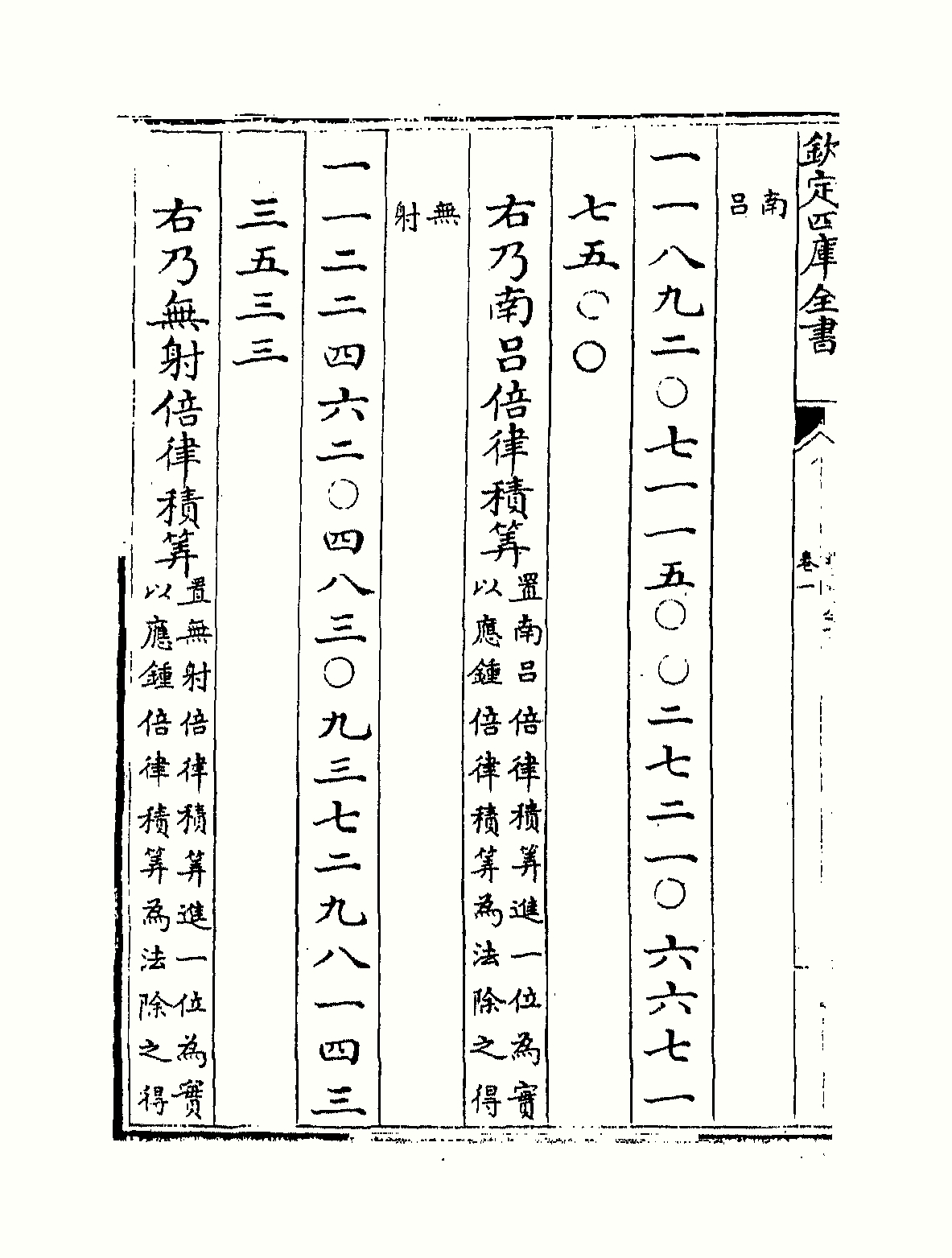
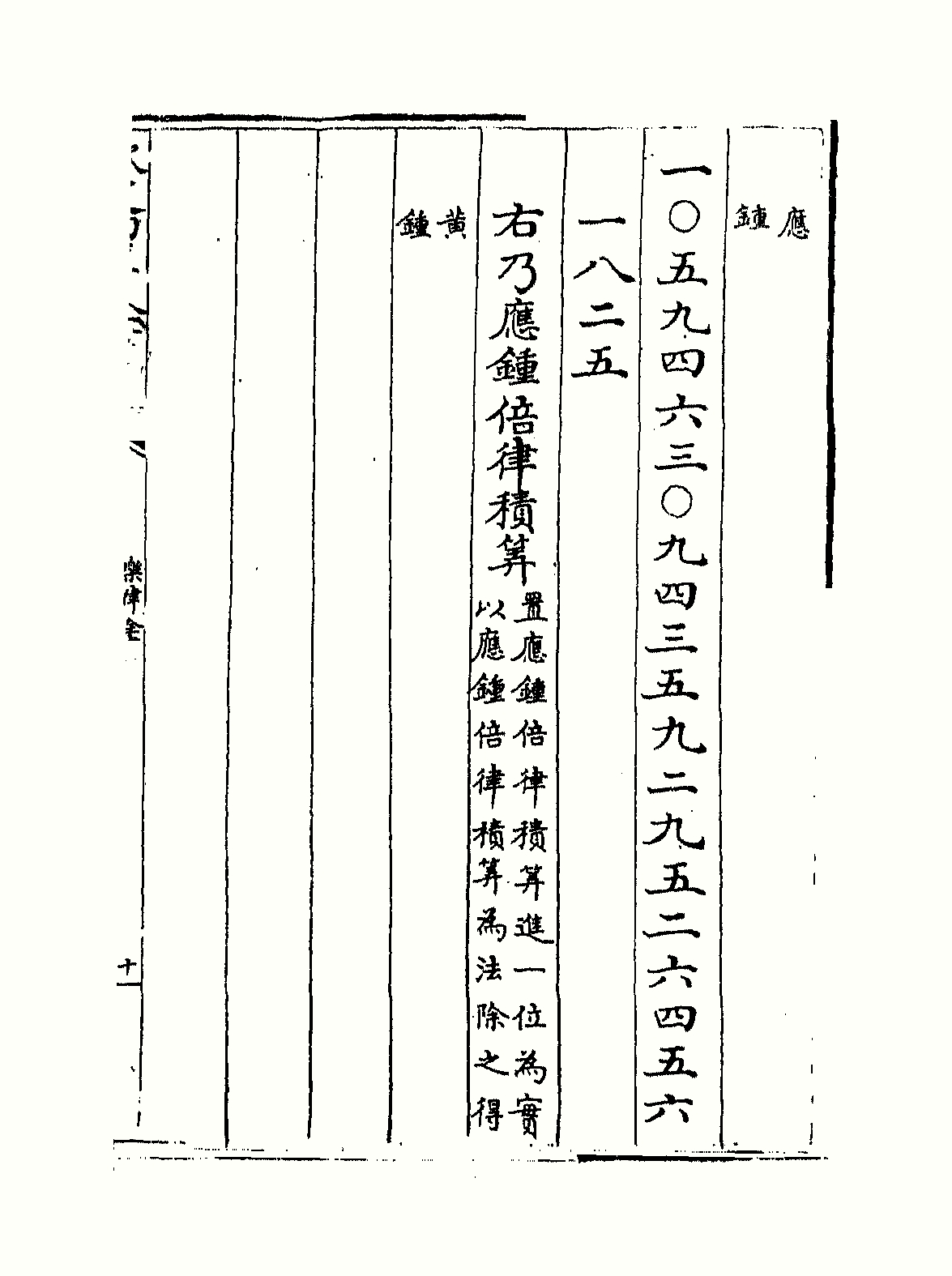
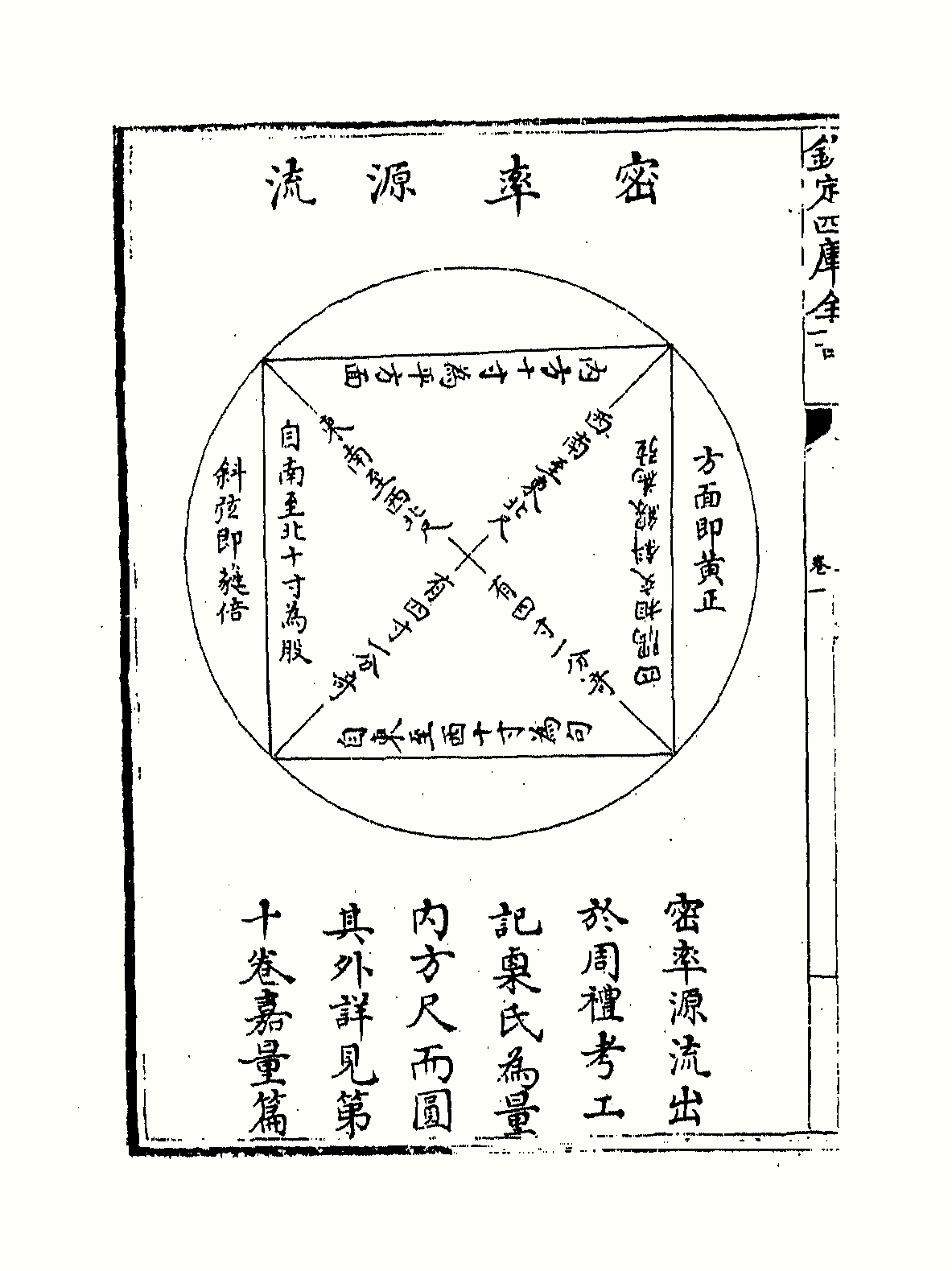

### 地理
朱载堉发明了累黍定尺法，精确計算出北京的地理位置與地磁偏角。

### 天文及物理
精確計算出回歸年的長度和水銀的比重；此外他曾經對候氣進行了充分實驗，得出結論認為候氣純屬捏造，其所著的《律呂正論》中稱：「舊說：凡造律，河內葭莩灰、上黨羊頭山黍、宜陽金門山竹，三者不可缺一。然此三者皆易得之物也。所謂河內，即敝邑也。北距上黨，南距宜陽，皆約三、四日路。萬曆八年，庚辰之歲，余嘗遣人探取三者，單粒之秬、雙粒之秠、長節之竹，不止數萬。亦自種之，黍成頃、竹成林，至今田園所收黍竹，皆彼處之種也。然地土不宜，不如彼處所產也。又嘗依蔡元定之說，自長十寸，遞減毫釐，至於五寸，共有三百八十四等，淺深排列，試驗吹灰，竟無吹灰之理。始覺凡信此者，皆愚人、妄人也。」

### 文學
朱載堉工于诗词曲，寫下了許多作品。其中以《醒世词》中的散曲最为著称，并在河南、山西等地的市井乡野广为流传，1821年，怀庆府河内县文人贺汝田在民间搜罗了多种版本的《醒世词》，并从中选出73首，编刻成集；1935年，河南孟县文人阎永仁也整理了朱载堉的曲作，编纂了《郑王词》。其作品文字通俗易懂、语言晓畅、真切率真、曲风朴实，又意含警醒之意，概括力极高，具有一定的讽喻性、启迪性及娱悦性；学者杨玉东更认为其散曲是一部“不朽的杰作”:4。其中的《山坡羊·大想头》更为散曲中的绝唱，淋漓尽致地讽刺了贪得无厌者的丑态。在民间也具有一定的知名度。
《山坡羊·大想头》
終日奔忙只為飢，才得有食又思衣。
置下綾羅身上穿，抬頭又嫌房屋低。
蓋下高樓並大廈，床前缺少美貌妻。
嬌妻美妾都娶下，又慮門前無馬騎。
將錢買下高頭馬，馬前馬後少跟隨。
家人招下數十個，有錢沒勢被人欺。
一銓銓到知縣位，又說官小勢位卑。
一攀攀到閣老位，每日思量要登基。
一日南面坐天下，又想神仙來下棋。
洞賓與他把棋下，又問哪是上天梯。
上天梯子未做下，閻王發牌鬼來催。

若非此人大限到，上到天梯還嫌低！:2-3

## 評價
朱載堉在律學上的成就在中外都頗受認可。德国物理学家赫尔曼·冯·亥姆霍兹在所著的《论音感》一书中写道：“中国有一位王子名叫載堉，力排众议，创导七声音阶。而将八度分成十二个半音的方法，也是这个富有天才和智巧的国家发明的”。李約瑟說：“朱載堉的平均律公式可以被公正地看做是中國兩千年來聲學試驗與研究的最高成就......第一個使平均律數學上公式化的榮譽確實應當歸之中國”:33。
但是其中也不乏批評之聲，美國學者弗里茲·庫特納（Fritz A. Kuttner）就說“朱載堉在1584年沒有對平均律作出數學的或理論的解說，嚴格來說，它是一種數字演算，何況這位王子只指出了部分的演算程序”:49。對此，宮宏宇批評道：“由於不識漢字的緣故，庫特納對中國方面的研究幾乎毫無所知”。:50但是朱載堉的理論本身確實存在一些問題：:50-51
1. 十二平均律本來是“人類在總結三分損益律和純律實踐經驗的基礎上”發明的，是人工的律製，並非“自然律”，但朱載堉認為以數為本才是“自然之理”。
2. 朱載堉將他的十二平均律“數與琴音互相校正，最為吻合”。但實際上古琴採用的是三分損益律，無法和十二平均律吻合。
3. 他認為十二平均律比三分損益律更協和，但十二平均律的純五度比三分損益律的純五度僅高二音分，這是人耳所不能區分的。
4. 朱載堉計算的圓周率並沒有祖沖之精密，但他反而批評祖沖之的圓周率“周徑之分太多”。

### 引用
1. ↑  .   [2023-04-14]. （原始内容存档于2023-04-14）.
2. ↑  .   [2023-04-14]. （原始内容存档于2023-04-14）.
3. ↑  .   [2023-08-13]. （原始内容存档于2023-08-13）.
4. ↑  . 1767年. OCLC 861943356. 德慶王載堼。鄭世子弟。嘉靖三十年受封。嘉靖四十一年詔許管理鄭王府事。
5. ↑  .   [2023-04-14]. （原始内容存档于2023-04-14）.
6. ↑  .   [2023-06-27]. （原始内容存档于2023-06-27）.
7. ↑  .   [2023-04-14]. （原始内容存档于2023-04-14）.
8. ↑  .   [2023-04-14]. （原始内容存档于2023-04-14）.
9. ↑  .   [2023-06-27]. （原始内容存档于2023-06-28）.
10. ↑  .   [2023-04-14]. （原始内容存档于2023-04-14）.
11. ↑  刘丽婷. . 《河南科技学院学报》. 2020年5月, 40 (5): 53–59. ISSN 1673-6060.
12. ↑  . en.cnki.com.cn.   [2020-07-13]. （原始内容存档于2012-03-15）.
13. ↑  Cho, Gene Jinsiong. (2003). The Discovery of Musical Equal Temperament in China and Europe in the Sixteenth Century. Lewiston, NY: The Edwin Mellen Press
14. ↑  劳汉生. . 河北科学技术出版社. 2000年: 385. ISBN 7-5375-1891-2.
15. ↑  温海波.  (PDF). 香港中文大学: 172.   [2023-06-27]. （原始内容存档 (PDF)于2023-07-26）.
16. 1 2  杨玉东. . 《焦作师范高等专科学校学报》. 2005年9月, 21 (3). ISSN 1672-3465.
17. ↑  刘金英、马妍妍. . 检察日报. 2023-03-18  [2023-06-27]. （原始内容存档于2023-06-27）.
18. ↑  . 共产党员网. 人民日报. 2015-05-15  [2023-06-27]. （原始内容存档于2023-06-27）.
19. ↑  Herman Helmholz On the Sensations of Tone as a Physiological basis for the theory of music , p 258, 3rd edition, Longmans, Green and Co, London, 1895
20. 1 2 3 4  王軍. . 人民音樂出版社. 2013.

## 外部連結
- 世界历史文化名人——朱载堉 （页面存档备份，存于）
- 朱载堉：钢琴理论的鼻祖 （页面存档备份，存于）
- 现代音乐始祖是中国王子 音乐天赋震惊世界[永久]